# 古処山城
古処山城（こしょさんじょう）は、福岡県朝倉市野鳥にあった日本の城（山城）。秋月氏の本拠地であった。

## 歴史
建仁3年（1203年）、秋月氏の先祖である原田種雄が築城した。山麓には平時の居館として秋月氏宅所（杉本城）が建てられたとされ、現在の秋月城（秋月陣屋）付近に所在したとされるが、発掘調査等で確認されておらず正確な所在地はよくわかっていない。
弘治3年（1557年）、大友氏による猛攻により陥落し、城主秋月文種は自害、次男秋月種実は毛利元就のもとへ落ち延びた。その後は大友氏が城を守っていたが数年後に秋月種実は城を取り戻し、島津氏に従属して12郡36万石を治める大名となり最盛期を迎える。しかし天正15年（1587年）、豊臣秀吉による九州征伐に敗れ、秋月氏は日向国高鍋3万石に移され廃城となった。
元和9年（1623年）に黒田氏が秋月5万石を所領し、古処山城麓に秋月城（秋月陣屋）を築いた。なお、現在の秋月城黒門（県の有形文化財）は古処山城の搦手門を移築したとの伝承もあるが、江戸時代前期の建築と考えられている。